# ناهم‌ترازی چرخشی
ناهم‌ترازی چرخشی (انگلیسی: Cyclodisparity) به اختلاف زاویه‌ای میان دو تصویر ورودی از چشم چپ و راست گفته می‌شود، زمانی که یکی از تصاویر نسبت به دیگری چرخیده باشد. این اختلاف چرخشی می‌تواند باعث دشواری در ترکیب (تطبیق) تصاویر دو چشم و در نتیجه ایجاد دوبینی یا فشار دید شود، به‌ویژه هنگام مشاهده تصاویر سه‌بعدی یا در شرایطی که سر یا اشیاء به‌صورت مورب چرخیده‌اند.